# Kämeritz (Gardelegen)
Kämeritz ist ein Wohnplatz des Ortsteils Sachau der Hansestadt Gardelegen im Altmarkkreis Salzwedel in Sachsen-Anhalt.

## Geografie
Die kleine Ansiedlung Kämeritz liegt etwa zwei Kilometer südlich von Sachau und 13 Kilometer südwestlich von Gardelegen im Landschaftsschutzgebiet Drömling am Südrand der Altmark.
Nachbarorte sind die Kolonie Breiteiche im Westen, Mieste und Wernitz im Nordwesten, Sachau im Norden, Jerchel im Nordosten, Jeseritz im Südosten.

## Geschichte
Das Dorf wird erstmals im Jahr 1391 als kemmenicze erwähnt, als die Dörfer Kämeritz und Prekul von George und Helmich Kratke an Gerhard von Wederden verkauft wurden.
Bereits im Jahr 1506 war das Dorf wüst, es hieß: die beyde dorffstedenn vnnd feltmarcken preckall vnnd kemeritze ausserhalb dem santforde nach dem Dremelinge wartz gelegen.
Am 9. Juni 1836 wurde im Amtsblatt der Regierung zu Magdeburg die Entstehung des Etablissements mit dem Namen „Kämeritz“ verkündet. Es liegt zwischen den Ortschaften Sachau und Jerchel und besteht aus zwei neu errichteten Wohnhäusern mit Wirtschaftsgebäuden.
Kämeritz bestand aus zwei Teilen, dem heutigen Kämeritz, das schon immer zu Sachau gehörte, und dem heute nicht mehr vorhandenen 1 Kilometer südöstlich gelegenen Hof Kolonie Kämeritz, der bis 1936 zur Gemeinde Sylpke gehörte.
Bis 1945 grenzte der Ort im Osten an das Amt Calvörde, eine Exklave des früheren Herzogtums Braunschweig.

## Wüstungen bei Kämeritz
Wilhelm Zahn berichtete im Jahre 1909: 500 Meter südöstlich der Kolonie Kämeritz liegen „die Dorfstellen“, die auf das alte Dorf hinweisen.
1,5 Kilometer südöstlich der Kolonie, an der Grenze der Feldmark von Jeseritz, liegt der „wendische Kirchhof“. Hier vermutet Zahn eine prähistorische Fundstätte.

### Eingemeindungen
Der Ort gehörte ab 1836 zum Kreis Gardelegen dem späteren Landkreis Gardelegen.
Die Kolonie Kämeritz, die zur Gemeinde Sylpke gehörte, wurde am 1. Juli 1936 ebenfalls der Gemeinde Sachau zugeordnet, als die Gemeinde Sylpke im Landkreis Gardelegen aufgelöst und in die Gemeinde Solpke im gleichen Kreis eingegliedert wurde.

### Einwohnerentwicklung
| Jahr                          | 1871 | 1885 | 1895 | 1905 |
| Kämeritz                      | 40   | 32   | 40   | 37   |
| Kämeritz bei Sylpke (Kolonie) |      |      | 09   | 20   |

Quelle:

## Religionen
Die evangelischen Christen aus Kämeritz sind in die Kirchengemeinde Sachau eingepfarrt, die anfangs zur Pfarrei Berge gehörte. 1910 kam sie zur neu errichteten Pfarrei Solpke. Die Kirchengemeinde wurde 2002 mit anderen Gemeinden zur Kirchengemeinde Solpke zusammengeschlossen, die heute betreut wird vom Pfarrbereich Letzlingen im Kirchenkreis Salzwedel im Propstsprengel Stendal-Magdeburg der Evangelischen Kirche in Mitteldeutschland.